# Hiteno
Hiteno – wieś w Słowenii, w gminie Bloke. W 2018 roku liczyła 21 mieszkańców.